# Ђорђе Прудников
Ђорђе Прудников (уметничко Djordje Prudnikoff; Ужице, 19. април 1939 — Београд, март 2017) био је руско-српски сликар, графичар и дизајнер и један од истакнутих уметника који потичу из Југославије.

## Биографија
Рођен је у Ужицу од оца Михајла, геометра који је 1918. дошао из Русије, и мајке Радмиле. Завршио је Пету београдску гимназију, а потом Факултет примењених уметности у Београду. Из брака са Радом има сина Алексу, сликара.